# Le Choix de...
 (avril 2019).
Si vous disposez d'ouvrages ou d'articles de référence ou si vous connaissez des sites web de qualité traitant du thème abordé ici, merci de compléter l'article en donnant les références utiles à sa vérifiabilité et en les liant à la section « Notes et références ».
Le Choix de... (Screen Directors Playhouse) est une série télévisée américaine en 35 épisodes de 25 minutes, diffusée entre le 5 octobre 1955 et le 26 septembre 1956 sur le réseau NBC.
En France, la série a été diffusée à partir du 8 septembre 1996 sur Série Club.
La série était à l'origine une série radiophonique de la NBC diffusée entre le 9 janvier 1949 et le 28 septembre 1951.

## Synopsis
Cette anthologie a la particularité d'être réalisée à chaque fois par un célèbre réalisateur, chaque épisode de la série étant « le choix de... » (Lewis Allen, Claude Binyon, Frank Borzage, John Brahm, David Butler, Gower Champion, William Dieterle, Allan Dwan, John Ford, Tay Garnett, Hugo Haas, Byron Haskin, Stuart Heisler, Ida Lupino, George Marshall, Leo McCarey, Norman Z. McLeod, Ted Post, H.C. Potter, John Rich, William A. Seiter, George Sherman, Andrew L. Stone, Ted Tetzlaff, Frank Tuttle, George Waggner, Fred Zinnemann, etc.)

## Distribution
- June Vincent : June
- Arthur Q. Bryan  : Mr. Hurley
- Raymond Bailey  : Howard Barnes
- Roy Roberts : Général Lafferty
- William Schallert  : Lawyer
- Hayden Rorke  : Collier
- Bill Erwin  : Joueur
- Clem Bevans  : Jessup
- George Sanders : Baron
- Florenz Ames

## Épisodes
1. Gouverneur malgré lui (Meet The Governor)
2. Titre français inconnu (Day Is Done)
3. Songe d'un jour d'été (A Midsummer Daydream)
4. Titre français inconnu (Arroyo)
5. Titre français inconnu (Want Ad Wedding)
6. Titre français inconnu (The Life Of Vernon Hathaway)
7. Merci, docteur Walton (The Final Tribute)
8. Le roi du lasso (The Brush Roper)
9. Tom et Jerry (Tom And Jerry)
10. La Révélation de l'année (Rookie Of The Year)
11. Le Petit Chien de Lincoln (Lincoln'S Doctor'S Dog)
12. Le Partenaire muet (The Silent Partner)
13. Aventure à bord du Titanic (The Titanic Incident)
14. Trafic à Hong-Kong (Hot Cargo)
15. Titre français inconnu (It'S Always Sunday)
16. Recherché pour meurtre (Number Five Checked Out)
17. Titre français inconnu (Prima Donna)
18. Sa vie m'appartient (Cry Justice)
19. La Belle de Sumatra (Affair In Sumatra)
20. Titre français inconnu (One Against Many)
21. Chansons du Passé (It'S A Most Unusual Day)
22. La Revanche de François Villon (The Sword Of Villon)
23. Markheim (Markheim)
24. Claire (Claire)
25. Titre français inconnu (A Ticket For Thaddeus)
26. L'homme de l'au-delà  (The Dream)
27. Un jour pas comme les autres (What Day Is It ?)
28. Titre français inconnu (Every Man Has Two Wives)
29. La grande équipe (Partners)
30. Une nuit d'épouvante (White Corridors)
31. Sylvia au pays des merveilles (The Carroll Formula)
32. Un homme suffit dans un ménage (Apples On The Lilac Tree'(Apples on the Lilac bush ? )
33. Les Eaux amères (The Bitter Waters)
34. Ma rencontre avec Caruso (The Day I Met Caruso)
35. Hommes sans horizons (High Air)